# Magnosaurus
Magnosaurus („velký ještěr“) byl středně velkým dravým dinosaurem, který žil v období střední jury (asi před 170 miliony let) na území dnešní Anglie (nedaleko města Sherborne v Dorsetu). Často bývá zaměňován s příbuzným rodem Megalosaurus, vzhledem k fragmentární povaze zkamenělin býval dříve směšován také s rody Eustreptospondylus a Sarcosaurus.

## Objev a popis
Tento teropod z čeledi Megalosauridae je znám podle neúplné fosilní kostry, popsané roku 1923 německým paleontologem Friedrichem von Huenem. Ten popsal typový materiál, označený jako OUMNH J. 12143, pod názvem Magnosaurus nethercombensis (druhové jméno odkazuje k místu objevu, kterým je okolí obce Nethercomb). Zkameněliny dinosaura byly objeveny v sedimentech souvrství Inferior Oolite, pocházející z geologických stupňů aalenu až bajoku (stáří asi 175 až 168 milionů let). Jednalo se pravděpodobně o kosterní pozůstatky nedospělého a tedy plně nedorostlého jedince.

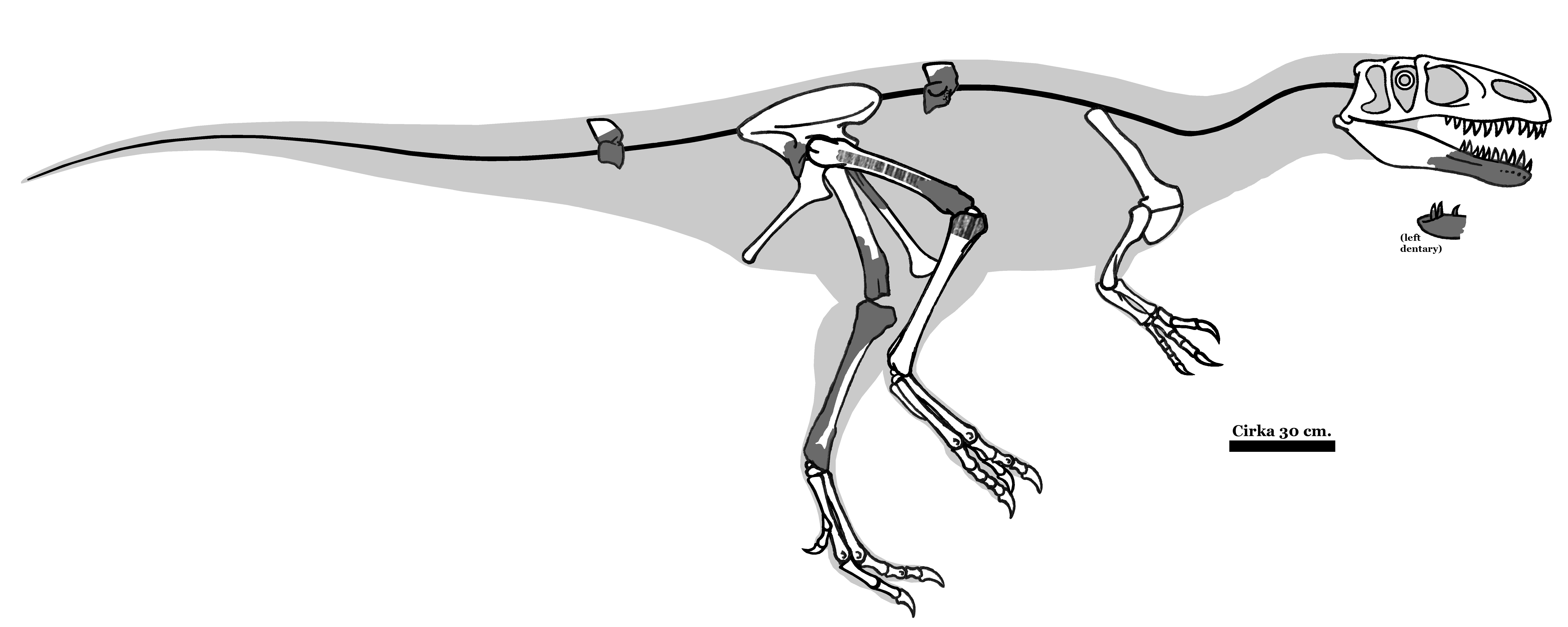
Kosterní rekonstrukce magnosaura

## Taxonomie
Až do 90. let minulého století byl taxon Magnosaurus považován pouze za mladší synonym rodu Megalosaurus, do kterého domněle patřil. V současnosti je však již považován za samostatný rod. V roce 2010 jej paleontolog Roger Benson dokonce označil za nejstaršího s jistotou známého zástupce skupiny vývojově pokročilých teropodů, zvaných tetanury (Tetanurae).

## Vzhled a velikost
Magnosaurus byl středně velkým teropodem, který se vzezřením zřejmě příliš nelišil od ostatních megalosauridů. Byl to dvounohý predátor s poměrně masivní lebkou a ostrými zuby s pilovitým ostřím. Zadní končetiny byly podstatně silnější a delší než přední, všechny byly opatřeny ostrými drápy. Hmotnost plně dorostlého magnosaura se zřejmě pohybovala kolem 200 kilogramů a jeho délka dosahovala asi 4,5 metru. Přesná velikost tohoto teropoda však není známá.